# Lorenza
Lorenza, bebé a bordo o simplemente Lorenza, es una serie de televisión de comedia mexicana creada por André Barren y Bárbara Torres para Televisa; se estrenó el 22 de marzo de 2019 en Las Estrellas. Está protagonizada por Bárbara Torres y Moisés Arizmendi. La producción de la serie comenzó el 11 de septiembre de 2018.
El 1 de septiembre de 2020, inició la segunda temporada

## Reparto
- Bárbara Torres como Lorenza Arteaga Vitte / Raymunda Arteaga Vitte[7]
- Moisés Arizmendi como Luis Enrique Negroe Martínez[5]
- Marcela Lecuona como Valentina Avendaño[5]
- María Prado como Rosario "Chayo" de la Cruz Gómez[5]
- Oswaldo Zárate como Raúl Pedernal García[5] (temporada 1 - invitado temporada 2)
- Carlos López como Luciano Pérez Garris[5]
- Magda Karina como Juana Guadarrama[5]
- Violeta Isfel como La Cuquis[5]
- Frank Medellín como Joaquín Rosado Del Monte[5] (primera temporada)
- Lander Errasti como Emiliano Arteaga[5]
- Carlos Bonavides como Diego el tío de Luciano
- Claudia Troyo como la Dra. Irma Chagoyra
- Raquel Garza como Romina Guzmán
- Pepe Magaña como Taxista
- Raquel Pankowsky como Sara Martínez
- Yuliana Peniche como Rosario "Chayo" de la Cruz Gómez joven
- Tian Altamirano como Emiliano adulto
- Lorena de la Garza como Espiritista
- Luis Gatica como Sacerdote

## Episodios

### Temporada 1
| N.º | Título                   | Fecha de emisión original |
| --- | ------------------------ | ------------------------- |
| 1   | «Bebé a bordo»           | 22 de marzo de 2019       |
| 2   | «Mala mami»              | 29 de marzo de 2019       |
| 3   | «Se busca nana»          | 5 de abril de 2019        |
| 4   | «Buscando al papá»       | 12 de abril de 2019       |
| 5   | «El empacho»             | 19 de abril de 2019       |
| 6   | «El negro del whats»     | 26 de abril de 2019       |
| 7   | «¿A none está Emiliano?» | 3 de mayo de 2019         |
| 8   | «Patito, Patote»         | 10 de mayo de 2019        |
| 9   | «Estimulación temprana»  | 17 de mayo de 2019        |
| 10  | «Celos dije»             | 24 de mayo de 2019        |
| 11  | «El ADN correcto»        | 31 de mayo de 2019        |
| 12  | «La gran sorpresa»       | 7 de junio de 2019        |
| 13  | «La huida»               | 14 de junio de 2019       |

### Temporada 2
| N.º | Título                  | Fecha de emisión original |
| --- | ----------------------- | ------------------------- |
| 1   | «El Regreso»            | 1 de septiembre de 2020   |
| 2   | «Los Celos»             | 8 de septiembre de 2020   |
| 3   | «La Otra Jefa»          | 22 de septiembre de 2020  |
| 4   | «Mamá Tóxica»           | 29 de septiembre de 2020  |
| 5   | «La Suegra Llegó»       | 6 de octubre de 2020      |
| 6   | «La Prueba de Embarazo» | 13 de octubre de 2020     |
| 7   | «El Oso de Emiliano»    | 20 de octubre de 2020     |
| 8   | «La Pelea»              | 27 de octubre de 2020     |
| 9   | «El Colegio»            | 10 de noviembre de 2020   |
| 10  | «Me Siento Vieja»       | 17 de noviembre de 2020   |
| 11  | «Raymunda Regresa»      | 24 de noviembre de 2020   |
| 12  | «El ADN y El Bautizo»   | 1 de diciembre de 2020    |